# Matberedare

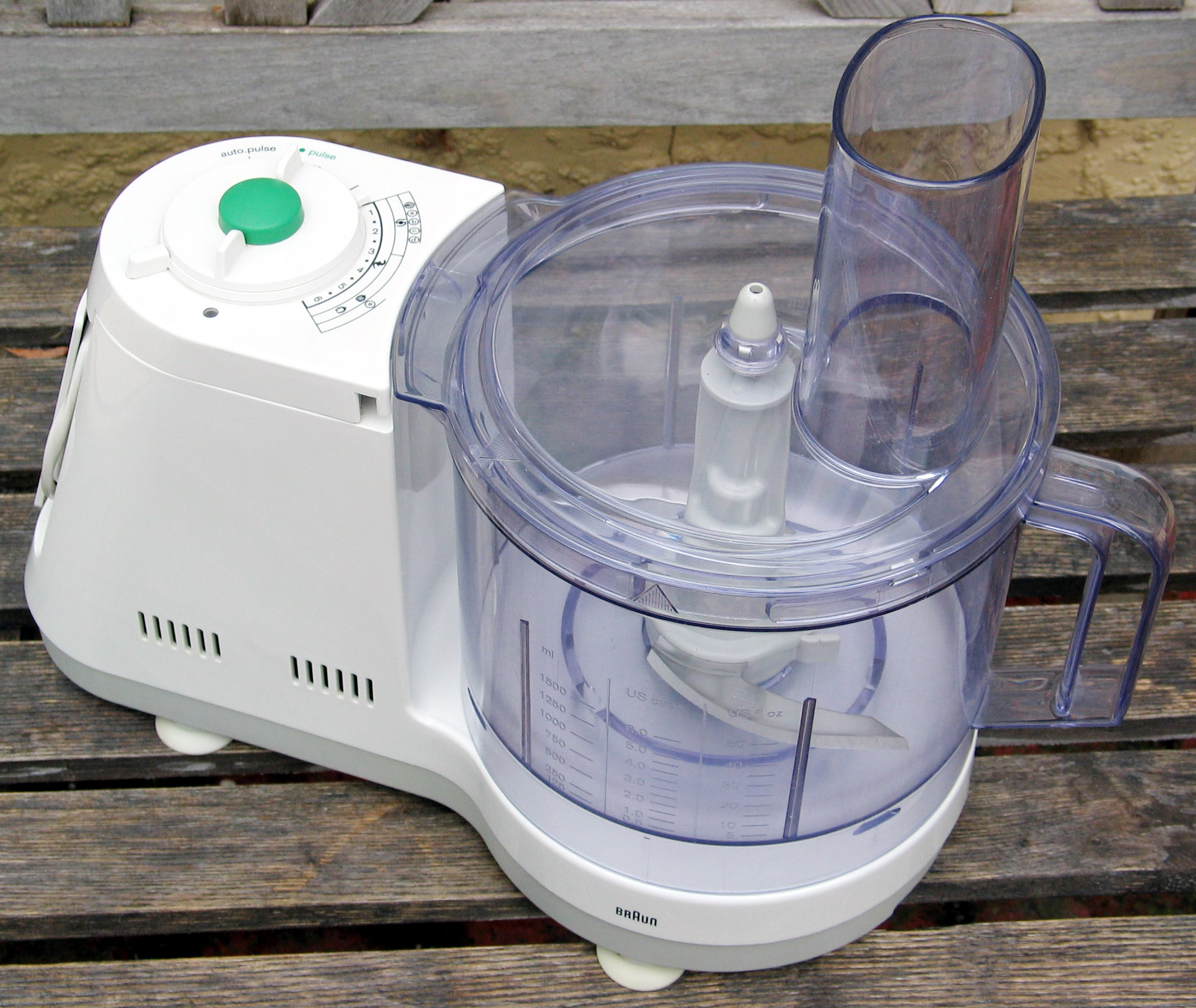
Matberedare.

Matberedare är en hushållsapparat som underlättar flera moment i matlagningen. En matberedare har flera uppgifter som att riva, skiva, hacka och blanda matvaror. Med en matberedare går det till exempel att skiva  gurkor och potatis, riva morötter, hacka lök och nötter och blanda till mindre degar. Maskindelen driver olika verktyg som sätts i en skål. Många matberedare har en säkerhetsanordning så att de bara kan startas om locket sitter på ordentligt då verktygen är skyddade.
En större typ av köksmaskin för bearbetning av matvaror kan kallas hushållsassistent, medan en mindre typ av motsvarande köksapparat kan benämnas mixer eller om den är ännu enklare blender.